# (424) Gratia
(424) Gratia es un asteroide perteneciente al cinturón de asteroides descubierto el 31 de diciembre de 1896 por Auguste Honoré Charlois desde el observatorio de Niza, Francia.
Está nombrado por la palabra latina para gracia.